# Shi Zhiyong (ur. 1993)
Shi Zhiyong (chiń. 石智勇; ur. 10 października 1993 w Lingui) – chiński sztangista. Mistrz olimpijski i świata, dwukrotny mistrz Azji.
W 2016 roku Shi Zhiyong w 2016 zdobył złoto w kategorii wagowej do 69 kg podczas igrzysk olimpijskich w Rio de Janeiro, uzyskując w dwuboju 352 kg. Rok wcześniej w tej samej kategorii został złoty medalistą mistrzostw świata w Houston (348 kg w dwuboju). Dwukrotnie zdobywał mistrzostwo Azji – w 2012 w kategorii do 69 kg (324 kg w dwuboju), a w 2016 do 77 kg (348 kg w dwuboju). W 2020 roku zwyciężył w wadze średniej (do 73 kg) na igrzyskach olimpijskich w Tokio.